# りんけんバンド
りんけんバンドは、沖縄県出身の音楽バンド。1977年結成。1987年デビュー。三線や島太鼓など沖縄の楽器と現代の楽器との融合した「沖縄ポップ」という新しい音楽を作っている。

## メンバー
- 照屋林賢（てるや りんけん）三線、チェレン
- 上原知子（うえはら ともこ）ボーカル、囃子、島太鼓、三板、三線。1988年加入
- 稲福克典（いなふく かつのり）ボーカル、囃子、島太鼓。1993年加入
- 金城承（きんじょう つぐる）ボーカル、囃子、島太鼓。2017年加入
- 島袋豊（しまぶくろ ゆたか）ボーカル、囃子、島太鼓。2018年加入
- 上原顕（うえはら あきら）ベース。1993年加入
- 山川清仁（やまかわ きよひと）キーボード。1993年加入
- 屋良匠（やら たくみ）ドラム。2015年加入

元メンバー
- 玉城満（たまき みつる）[1]
- 桑江良美（くわえ よしみ）
- 藤木勇人（ふじき はやと、現:志ぃさー）
- 上地一成（うえち かずなり、現:しゃかりメンバー）
- 米盛つぐみ
- 上地正昭（うえち まさあき）
- 我喜屋良光（がきや よしみつ）
- 大城隼（おおしろ はやと）
- 大川豊治（おおかわ とよはる）
- 栄野比尚樹（えのび なおき）ボーカル、囃子、島太鼓
- 與那嶺薫（よなみね かおる）ボーカル、囃子、島太鼓
- 新崎成人（あらさき なりと） ドラム
- 上原俊亮（うえはら しゅんすけ）ドラム

など。

## ディスコグラフィー

### シングル
- ちゅらぢゅら（1993年2月21日）
- 世 世 世～YOU YOU YOU～（1993年8月21日）
- ムリカ六星（1993年12月21日）
- 天地（1997年6月21日）c/w「夏ぬ子」

### アルバム
- ありがとう（1987年5月25日）
- なんくる（1990年12月25日）
- リッカ（1991年8月1日）ミニアルバム
- カラハーイ（1991年9月21日）
- アジマァ（1992年10月1日）
- りんけんバンド（1993年3月21日）ベストアルバム
- バンジ（1993年8月22日）
- ゴンゴン（1994年7月21日）
- チェレン（1995年11月21日）
- 一つ星（1996年9月1日）
- 夏ぬ子（なちぬふぁ）（1997年6月21日）
- 満天ぬ 喜び（1998年5月30日）
- パーリー（1998年9月19日）ベストアルバム
- 謝（ニフェー）（1999年7月1日）
- Qing-dahmi（2000年11月3日）ベストアルバム
- 織りなす日々（2001年11月21日）
- 島中七月（しまじゅうしちぐゎち）（2002年5月21日）
- EISA（エイサー）（2003年3月19日）
- あじまぁのウタ（2003年6月25日）
- URIZUN～りんけんバンドニューベスト（2003年7月2日）
- GOLDEN☆BESTりんけんバンド（2008年6月4日）
- 黄金三星（2012年11月1日）

## DVD
- ティンクティンク Tink Tink Tink - promal pulse（2003年3月19日）
- パイナップルツアーズ（2004年2月26日）- 映画「パイナップルツアーズ」の音楽部分をりんけんバンドが担当する
- あじまぁのウタ 上原知子 天使の歌声（2004年2月27日）
- ンジファ（2006年12月21日）

## ライブ
1998年（平成10年）にオープンした北谷町のライブハウス「カラハーイ」にはレコーディングスタジオなどがあり、ここを拠点に定期ライブを開催してきた。しかし、ライブハウス「カラハーイ」は2024年（令和6年）9月末で閉店し、10月から定期ライブは那覇市のてんぶす那覇内のテンブスホールで開催することとなった。

## 関連人物
- 照屋林山 - 照屋林賢の祖父
- 照屋林助 - 照屋林賢の実父
- ゴリ（ガレッジセール ）
- 知花くらら - 照屋林賢の従姪